# V Liga Portuguesa de Futebol Americano
A V Liga Portuguesa de Futebol Americano foi disputada durante o ano de 2014 por 10 equipas, dividas em duas Conferências, Norte e Sul.
Em relação à edição anterior, registaram-se as entradas das equipas Maia Mustangs e Lisboa Devils, e as saídas das equipas Canidelo Celtics e Santa Iria Wolves.
A final será realizada a 31 de Maio de 2014, em Abrantes .

## Participantes

### Conferência Norte
| Equipa                | Cidade                 | Estádio                                       |
| --------------------- | ---------------------- | --------------------------------------------- |
| Paredes Lumberjacks   | Paredes                | Cidade Desportiva de Paredes                  |
| Santiago Black Ravens | Santiago de Compostela | Campo Colexiata de Sar                        |
| Maia Mustangs         | Maia                   | Estádio Municipal Dr. José Vieira de Carvalho |
| Maximinos Warriors    | Maximinos              | Campo do Clube Desportivo de Gondizalves      |
| Porto Mutts           | Porto                  | Complexo Desportivo Campanhã                  |
| Sport Porto Renegades | Porto                  | Campo do Viso                                 |

### Conferência Sul
| Equipa                          | Cidade     | Estádio                                                     |
| ------------------------------- | ---------- | ----------------------------------------------------------- |
| Algarve Pirates                 | Portimão   | Complexo Desportivo da Mexilhoeira Grande                   |
| Lisboa Navigators               | Lisboa     | Estádio Universitário de Lisboa                             |
| Crusaders Futebol Americano     | Carcavelos | Campo do Grupo Desp. e Recreativo das Fontainhas de Cascais |
| Lisboa Devils Futebol Americano | Lisboa     | Campo Branca Lucas                                          |

## Fase regular

### Resultados
| Data       | Visitado              | Res        | Visitante             |
| 1ª Jornada | 1ª Jornada            | 1ª Jornada | 1ª Jornada            |
| ---------- | --------------------- | ---------- | --------------------- |
| 12-01-2014 | Sport Renegades       | 13-0       | Maia Mustangs         |
| 12-01-2014 | Lisboa Navigators     | 59-9       | Crusaders CFA         |
| 12-01-2014 | Santiago Black Ravens | 0-53       | Porto Mutts           |
| 18-01-2014 | Maximinos Warriors    | 21-6       | Paredes Lumberjacks   |
| 11-01-2014 | Lisboa Devils         | 0-7        | Algarve Pirates       |
| 2ª Jornada |                       |            |                       |
| 26-01-2014 | Algarve Pirates       | 6-9        | Santiago Black Ravens |
| 26-01-2014 | Paredes Lumberjacks   | 3-27       | Porto Mutts           |
| 25-01-2014 | Crusaders CFA         | 46-26      | Lisboa Devils         |
| 02-02-2014 | Sport Renegades       | 0-45       | Lisboa Navigators     |
| 01-02-2014 | Maia Mustangs         | 6-35       | Maximinos Warriors    |
| 3ª Jornada |                       |            |                       |
| 08-02-2014 | Crusaders CFA         | 31-16      | Maia Mustangs         |
| 09-02-2014 | Santiago Black Ravens | 8-20       | Paredes Lumberjacks   |
| 09-02-2014 | Porto Mutts           | 84-0       | Algarve Pirates       |
| 16-02-2014 | Maximinos Warriors    | 14-0       | Sport Renegades       |
| 16-02-2015 | Lisboa Devils         | 0-77       | Lisboa Navigators     |
| 4ª Jornada |                       |            |                       |
| 23-02-2014 | Porto Mutts           | 38-0       | Santiago Black Ravens |
| 22-02-2014 | Lisboa Navigators     | 63-14      | Maximinos Warriors    |
| 22-02-2014 | Algarve Pirates       | 7-94       | Crusaders CFA         |
| 01-03-2014 | Paredes Lumberjacks   | 15-6       | Lisboa Devils         |
| 02-03-2014 | Maia Mustangs         | 17-8       | Sport Renegades       |
| 5ª Jornada |                       |            |                       |
| 09-03-2014 | Lisboa Navigators     | 16-6       | Porto Mutts           |
| 09-03-2014 | Maximinos Warriors    | 35-6       | Algarve Pirates       |
| 16-03-2014 | Santiago Black Ravens | 13-40      | Maia Mustangs         |
| 16-03-2015 | Lisboa Devils         | 12-28      | Crusaders CFA         |
| 16-03-2016 | Sport Renegades       | 0-7        | Paredes Lumberjacks   |
| 6ª Jornada |                       |            |                       |
| 23-03-2014 | Maximinos Warriors    | 37-0       | Santiago Black Ravens |
| 23-03-2015 | Algarve Pirates       | 6-87       | Lisboa Navigators     |
| 30-03-2014 | Porto Mutts           | 38-3       | Sport Renegades       |
| 30-03-2015 | Maia Mustangs         | 20-32      | Lisboa Devils         |
| 30-03-2016 | Crusaders CFA         | 21-0       | Paredes Lumberjacks   |
| 7ª Jornada |                       |            |                       |
| 06-04-2014 | Sport Renegades       | 13-12      | Santiago Black Ravens |
| 06-04-2015 | Algarve Pirates       | 0-19       | Lisboa Devils         |
| 13-04-2014 | Crusaders CFA         | 41-43      | Lisboa Navigators     |
| 13-04-2015 | Porto Mutts           | 14-8       | Maximinos Warriors    |
| 13-04-2016 | Paredes Lumberjacks   | 13-3       | Maia Mustangs         |
| 8ª Jornada |                       |            |                       |
| 27-04-2014 | Maia Mustangs         | 0-14       | Porto Mutts           |
| 27-04-2015 | Paredes Lumberjacks   | 18-28      | Maximinos Warriors    |
| 27-04-2016 | Lisboa Devils         | 17-41      | Sport Renegades       |
| 27-04-2017 | Lisboa Navigators     | 62-6       | Algarve Pirates       |
| 27-04-2018 | Santiago Black Ravens | FC         | Crusaders CFA         |

### Classificação Conferência Norte
| Pos | Equipa                | J | V | E | D | PM  | PS  |
| 1º  | Porto Mutts           | 8 | 8 | 0 | 0 | 274 | 30  |
| 2º  | Maximinos Warriors    | 8 | 6 | 0 | 2 | 192 | 113 |
| 3º  | Paredes Lumberjacks   | 8 | 5 | 0 | 3 | 82  | 114 |
| 4º  | Sport Porto Renegades | 8 | 3 | 0 | 5 | 78  | 150 |
| 5º  | Maia Mustangs         | 8 | 2 | 0 | 6 | 102 | 159 |
| 6º  | Santiago Black Ravens | 8 | 1 | 0 | 6 | 42  | 207 |

     Qualificado para o Playoff

### Classificação Conferência Sul
| Pos | Equipa                   | J | V | E | D | PM  | PS  |
| 1º  | Lisboa Navigators        | 8 | 8 | 0 | 0 | 452 | 82  |
| 2º  | Lisbon Casuals Crusaders | 7 | 5 | 0 | 2 | 270 | 163 |
| 3º  | Lisboa Devils            | 8 | 2 | 0 | 6 | 112 | 234 |
| 4º  | Algarve Pirates          | 8 | 1 | 0 | 7 | 38  | 390 |

     Qualificado para o Playoff

## Play-Offs
|  | Meia Final 10 de Maio | Meia Final 10 de Maio    | Meia Final 10 de Maio |  |  | Final Conferência 18 de Maio | Final Conferência 18 de Maio | Final Conferência 18 de Maio |  |  | Final Liga 31 de Maio | Final Liga 31 de Maio | Final Liga 31 de Maio |
|  |                       |                          |                       |  |  |                              |                              |                              |  |  |                       |                       |                       |
|  | Conferência Norte     | Conferência Norte        | Conferência Norte     |  |  | 1                            | Porto Mutts                  | 9                            |  |  |                       |                       |                       |
|  | 2                     | Maximinos Warriors       | 17                    |  |  |                              | Maximinos Warriors           | 19                           |  |  |                       |                       |                       |
|  | 3                     | Paredes Lumberjacks      | 13                    |  |  |                              |                              |                              |  |  |                       | Maximinos Warriors    | 7                     |
|  |                       |                          |                       |  |  |                              |                              |                              |  |  |                       | Lisboa Navigators     | 34                    |
|  | Conferência Sul       | Conferência Sul          | Conferência Sul       |  |  | 1                            | Lisboa Navigators            | 40                           |  |  |                       |                       |                       |
|  | 2                     | Lisbon Casuals Crusaders | 38                    |  |  |                              | Lisbon Casuals Crusaders     | 20                           |  |  |                       |                       |                       |
|  | 3                     | Lisboa Devils            | 14                    |  |  |                              |                              |                              |  |  |                       |                       |                       |

| Vencedores V Liga Portuguesa de Futebol Americano |
|                                                   |
| Lisboa Navigators (5º)                            |